# Emily Perry
Emily Perry (* 28. Juni 1907 in Torquay, England; † 19. Februar 2008 in Twickenham, Middlesex, England) war eine britische Schauspielerin.

## Leben
Perry ist den deutschen Fernsehzuschauern vor allem durch ihre Dauerrolle als Madge Allsop, Dame Edna Everages stummer „Brautjungfer“ bekannt. Sie war bereits 80 Jahre alt, als sie dieses Engagement übernahm. Perry betrieb 25 Jahre lang eine Tanzschule für Kinder, die The Patricia Perry Academy of Dancing. Als Fernsehschauspielerin trat sie, mit einer Gastrolle in der britischen Serie Last of the Summer Wine als Ausnahme, ausschließlich in Zusammenhang mit Dame Edna in Erscheinung.
Sie zog sich 2004 aus dem Showgeschäft zurück und starb im Alter von 100 Jahren.

## Filmografie
- 1987–1989: The Dame Edna Experience
- 1992: Dame Edna's Neighbourhood Watch
- 1993: Dame Edna's Hollywood
- 1994: Last of the Summer Wine